# Pecoraïta
La pecoraïta és un mineral de la classe dels silicats, que pertany al grup de la serpentina. Rep el nom en honor del doctor William Thomas Pecora (1913-1972) Director del USGS i estudiós dels dipòsits de silicats de níquel.

## Característiques
La pecoraïta és un silicat de fórmula química Ni₃(Si₂O₅)(OH)₄. Cristal·litza en el sistema monoclínic.
Segons la classificació de Nickel-Strunz, la pecoraïta pertany a «09.ED: Fil·losilicats amb capes de caolinita, compostos per xarxes tetraèdriques i octaèdriques» juntament amb els següents minerals: dickita, caolinita, nacrita, odinita, hal·loysita, hisingerita, hal·loysita-7Å, amesita, antigorita, berthierina, brindleyita, cariopilita, crisòtil, cronstedtita, fraipontita, greenalita, kel·lyïta, lizardita, manandonita, nepouïta, guidottiïta, al·lòfana, crisocol·la, imogolita, neotocita, bismutoferrita i chapmanita.
L'exemplar que va servir per a determinar l'espècie, el que es coneix com a material tipus, es troba conservat al Smithsonian, situat a Washington DC (Estats Units).

## Formació i jaciments
Va ser descoberta al cràter del meteorit Wolfe Creek, al comtat de Halls Creek (Austràlia Occidental, Austràlia). També ha estat descrita en altres indrets d'Austràlia, així com al Canadà, els Estats Units, la República Dominicana, França, Alemanya, Grècia, Itàlia, Turquia, el Marroc, Sud-àfrica, Rússia i Corea del Sud.